# Кліщ Іван Миколайович
Іван Миколайович Кліщ (нар. 22 січня 1959, с. Голгоча, Україна) — український вчений у галузі медицини. Доктор біологічних наук (2003), професор (2004). Заслужений діяч науки і техніки України (2017). Проректор з наукової роботи Тернопільського державного медичного університету.

## Життєпис
Іван Миколайович Кліщ народився 22 січня 1959 року в селі Голгочі, нині Підгаєцького району Тернопільської області.
Закінчив Тернопільський державний медичний університет (1982, нині університет). Навчався в інтернатурі за спеціальністю «Терапія» (1982—1983). Працював головним лікарем Тилявської дільничної лікарні Шумського району (1983—1986).
Від 1986 — у Тернопільському медичному інституті: 1986—1998 — старший лаборант, асистент кафедри біохімії, 1998—2003 — доцент кафедри фармакології, від 2004 — професор кафедри медичної хімії, завідувач кафедри клінічної фармації, завідувач кафедри клініко-лабораторної діагностики, нині — проректор з наукової роботи, професор кафедри клініко-лабораторної діагностики.

## Наукова діяльність
Захистив кандидатську дисертацію на тему «Перебіг окислювальних процесів за умов токсичного ураження печінки в експерименті» (1992) та докторську дисертацію на тему «Вікові особливості окислювальних процесів за умов токсичного ураження печінки різної етіології та способи їх корекції» [Архівовано 23 вересня 2016 у Wayback Machine.] (2003).
Вивчає вікові особливості окиснювальних процесів за умов токсичного ураження печінки та шляхи їх корекції.
Доповідач на обласних, Всеукраїнських та міжнародних симпозіумах та конгресах.
Науковий керівник видавництва «Укрмедкнига», вчений секретар спеціалізованої вченої ради Д 58.601.01, заступник голови спеціалізованої вченої ради К 58.601.04. Член редакційної колегії науково-практичних журналів «Медична освіта», «Фармацевтичний часопис», «International Journal of Medicine and Medical Research», серії «Біологічні науки» науково-теоретичного журналу «Біологія тварин» [Архівовано 23 вересня 2016 у Wayback Machine.].

## Науковий доробок
Автор і співавтор понад 200 праць, має 4 патенти на винаходи та 18 патентів на корисну модель.